# Flohlied (Mussorgski)
Das Flohlied (russisch Песня о блохе / Pesnja o bloche, wiss. Transliteration Pesnja o bloche) bzw. das Flohlied des Mephisto oder mit vollem russischen Titel Pesnja Mefistofelja w pogrebke Auerbacha (Песня Мефистофеля в погребке Ауербаха, wiss. Transliteration Pesnja Mefistofelja v pogrebke Auerbacha / Lied des Mephistopheles in Auerbachs Keller) des russischen Komponisten Modest Mussorgski (1839–1881) entstand im Jahr 1879. Sein Text beschreibt auf derb-humoristische Weise politische Verhältnisse im Hofleben seiner Zeit.

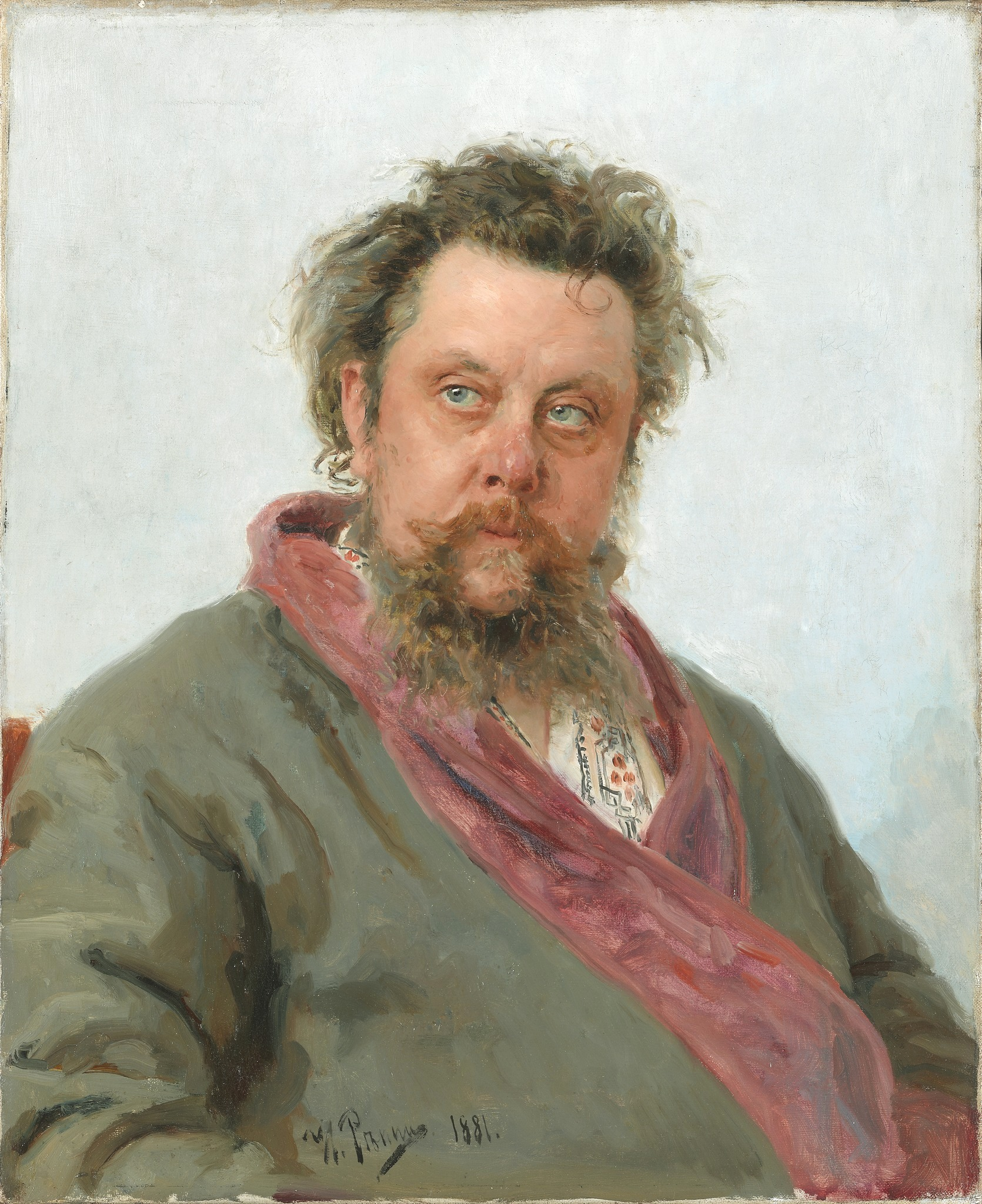
Porträt Mussorgskis kurz vor seinem Tod, gemalt von Ilja Repin im Jahr 1881

Der russische Schriftsteller Alexander Strugowschtschikow (1808–1878) hatte den Text aus dem Faust von Johann Wolfgang von Goethe (1749–1832) eingedichtet. Mephisto singt darin das Lied eines von seinem König zum Minister ernannten Flohs: „Es war einmal ein König, der hatt’ einen großen Floh“ in einer russischen Fassung. In der russischen Fassung, die ansonsten relativ eng an das deutsche Original angelehnt ist, wird er in einen samtenen Kaftan gekleidet. Häufiges Gelächter (cha, cha, cha ...) wurde eingeschoben.
Im Jahr 1879 hatte Mussorgski seinen Beamtenberuf quittiert und begleitete von August bis November die Altistin Darja Leonowa (1829–1896) als Klavierbegleiter auf einer Tournee nach Südrussland. Er war sehr beeindruckt von Leonowas Gesang und komponierte das Flohlied auf der Reise oder kurz nach seiner Rückkehr nach St. Petersburg, um es der Sängerin zu widmen.
Die Noten des Flohlieds wurden erst 1883, nach Mussorgskis Tod, von  Nikolai Rimski-Korsakow als Herausgeber veröffentlicht. Später wurde es von Igor Strawinsky (1914) orchestriert.
Ursprünglich wurde das Lied für Sopran komponiert, jetzt aber wird es hauptsächlich von Interpreten der Stimmlagen Bass oder Bassbariton gesungen. Der berühmte russische Sänger Fjodor Schaljapin hat das Lied gleich mehrmals aufgenommen, viele andere Sänger ebenfalls.

## Texte (Strugowschtschikow / Goethe)
Im Folgenden werden der russische Text und der deutsche Text gegenübergestellt:
| --- Жил, был король когда-то. При нём блоха жила. Блоха ! Блоха ! Милей родного брата Она ему была. Блоха, ха, ха, ха, ха, ха. Блоха. Ха, ха, ха, ха, ха. Блоха ! --- Зовёт король портного. — Послушай, ты, чурбан, Для друга дорогого Сшей бархатный кафтан ! Блохе кафтан ? Ха, ха, ха, ха, ха, ха. Блохе ? Ха, ха, ха, ха, ха. Кафтан ! Ха, ха, ха, ха, ха. Ха, ха, ха, ха, ха. Блохе кафтан? --- Чтоб жарко и парко блоха моя жила, И полная свобода ей при дворе дана. При дворе хе-хе-хе-хе-хе блохе ха-ха-ха, Ха-ха-ха-ха-ха-ха блохе. --- Король ей сан министра и с ним звезду даёт, И с нею и другие пошли все блохи в ход а-ха. И самой Королеве и фрейлинам ея От блох не стало мочи, не стало и житья ха-ха. --- И тронуть-то боятся не то чтобы их бить, А мы, кто стал кусаться, тотчас давай душить. Ха-ха-ха-ха-ха ха-ха-ха, Ха-ха-ха-ха-ха ха-ха-ха-ха, А а-ха-ха ха-ха. | Schil, byl korol kogda-to. Pri njom blocha schila. Blocha ! Blocha ! Milei rodnogo brata Ona emu byla. Blocha, cha, cha, cha, cha, cha. Blocha. Cha, cha, cha, cha, cha. Blocha ! --- Sowjot korol portnogo. — Posluschai, ty, tschurban, Dlja druga dorogogo Sschei barchatny kaftan ! Bloche kaftan ? Cha, cha, cha, cha, cha, cha. Bloche ? Cha, cha, cha, cha, cha. Kaftan ! Cha, cha, cha, cha, cha. Cha, cha, cha, cha, cha. Bloche kaftan? --- Tschtob scharko i parko blocha moja schila, I polnaja swoboda ei pri dwore dana. Pri dwore che-che-che-che-che bloche cha-cha-cha, Cha-cha-cha-cha-cha-cha bloche. --- Korol ei san ministra i s nim swesdu dajot, I s neju i drugije poschli wse blochi w chod a-cha. I samoi Korolewe i freilinam eja Ot bloch ne stalo motschi, ne stalo i schitja cha-cha. --- I tronut-to bojatsja ne to tschtoby ich bit, A my, kto stal kussatsja, tottschas dawai duschit. Cha-cha-cha-cha-cha cha-cha-cha, Cha-cha-cha-cha-cha cha-cha-cha-cha, A a-cha-cha cha-cha. | Es war einmal ein König Der hatt einen großen Floh, Den liebt' er gar nicht wenig, Als wie seinen eignen Sohn. Da rief er seinen Schneider, Der Schneider kam heran: Da, miß dem Junker Kleider Und miß ihm Hosen an! […] In Sammet und in Seide War er nun angetan Hatte Bänder auf dem Kleide, Hatt' auch ein Kreuz daran Und war sogleich Minister, Und hatt' einen großen Stern. Da wurden seine Geschwister Bei Hof auch große Herrn. Und Herrn und Fraun am Hofe, Die waren sehr geplagt, Die Königin und die Zofe Gestochen und genagt, Und durften sie nicht knicken, Und weg sie jucken nicht. Wir knicken und ersticken Doch gleich, wenn einer sticht. |